# Fokföldi karcsúmongúz
A fokföldi karcsúmongúz (Herpestes pulverentulus) vagy egyszerűen fokföldi mongúz az emlősök (Mammalia) osztályába, a ragadozók (Carnivora) rendjébe, a macskaalkatúak (Feliformia) alrendjébe és a mongúzfélék (Herpestidae) családjába tartozó faj.

## Jellemzői
A fokföldi mongúz a közepes termetű mongúzok közé tartozik, szőrzete világos vagy sötétszürke alapon egyenletesen foltos; elterjedése északnyugati részén az egyedek sötét barnásfeketék. Testalkata jellegzetesen megnyúlt. Fülei kicsik, kerekek és a fej oldalán helyezkednek el. Lábai sötétbarnák vagy majdnem feketék, farka bozontos és mindig vízszintes tartású, vége fekete, az állat hossza fejétől a farkáig kevesebb 55–69 cm-nél (a farok hossza 20–34 cm). Súlya 0,5–1 kg, a hímek nagyobbak a nőstényeknél. Fogai a táplálék vágásához és őrléséhez is alkalmazkodtak.

## Elterjedése, élőhelye
Korábban évtizedekig a Nyugat-Fokföld endemikus fajnak tartották, mára azonban kiderült, hogy Dél-Afrika többi részén is előfordul. A faj Cape tartományon kívül Oranje Szabadállam déli és Lesotho északi részében, a Drakensberg hegység mentén KwaZulu-Natal tartomány nyugati részéig, illetve Namíbia északi és déli részén, valamint Angola délnyugati részén fordul elő. Cape tartományában a fokföldi mongúz a leggyakoribb ragadozónak számít.
Élőhelye változatos, erdőkben, cserjésekben, félsivatagokban is előfordul, nagy és kis mértékben csapadékos területeken egyaránt. A bokros folyópartokon és sűrűn benőtt hegyoldalakon különösen gyakori, azonban a füves pusztákon nem fordul elő. Gyakran közvetlenül az ember közelében él, a melléképületek padlója alatt, sőt, a külvárosok peremén sikeres életmódot folytatnak.
Az IUCN Vörös Listáján jelenleg a "nem fenyegetett" kategóriában szerepel.

## Életmódja
A fokföldi mongúz nappali, magányos életmódú állat. Mivel területeik átfedik egymást, valószínűleg nem különösebben territoriálisak. Ragadozó életmódot folytat, zsákmányait opportunista módon választja ki. Úgy tűnik, étrendjében a kisebb rágcsálók, főleg az Otomys és Rhabdomys nemek fajai dominálnak, ezeken kívül főleg rovarokat fogyasztanak. Ha veszélyben érzik magukat, rövid morgást, ha pedig megfogják, tüsszögő vagy doromboló hangot hallatnak. Szaporodási időszaka augusztustól decemberig tart; az 1–3 kölyök bokrok vagy törmelékek között, illetve a mongúzok által más állatoktól elfoglalt üregben születik. A vemhességi idő, az élettartam és az ivarérettség elérésének időtartama nem ismert. A legtöbb ragadozóhoz hasonlóan a kölykök zárt szemmel és fülekkel születnek, szőrzetük teljes. Elválasztásukig a fészekben maradnak, szüleiket csak akkor hagyják el, amikor önállóvá váltak.

## Képek

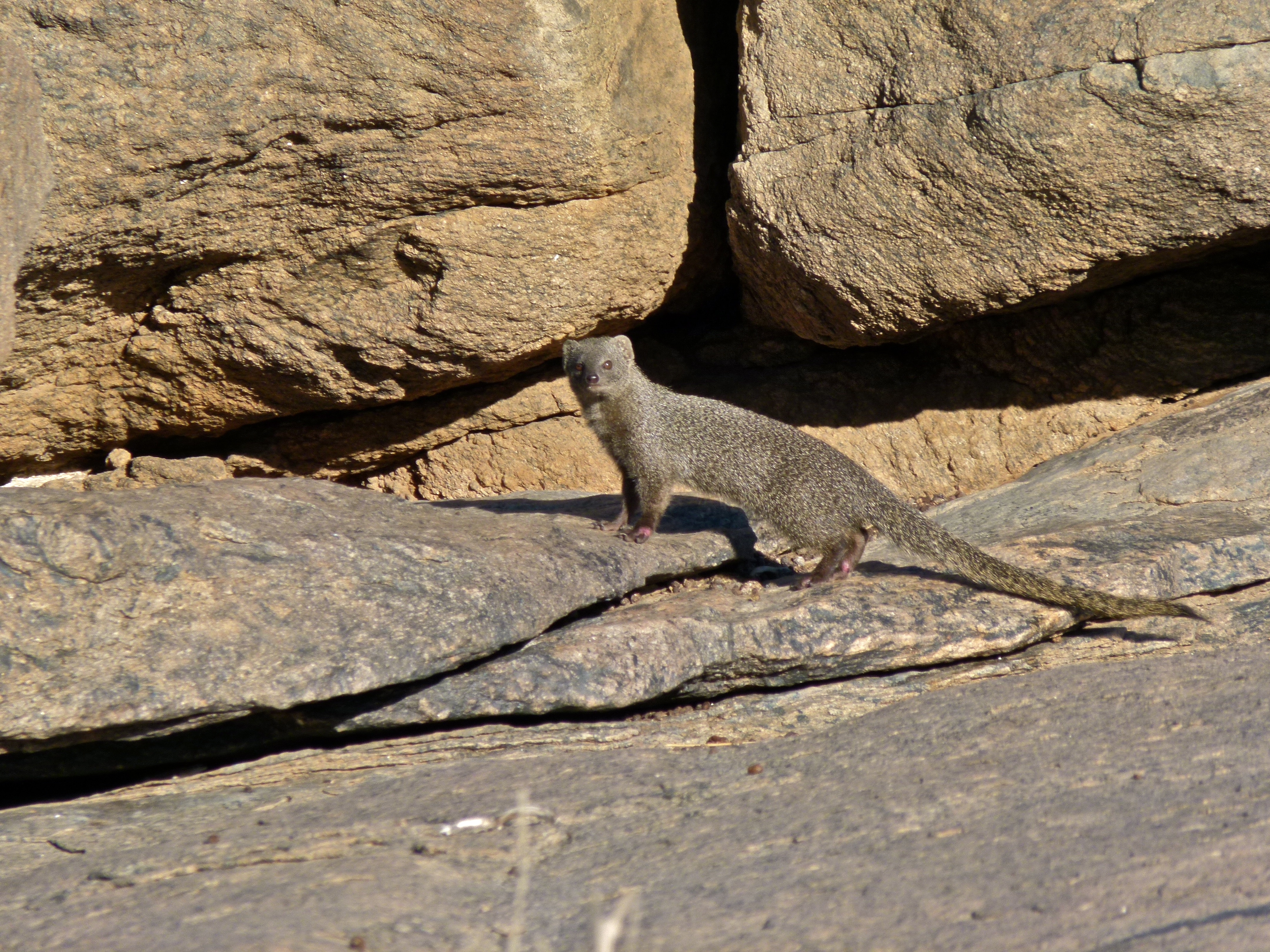
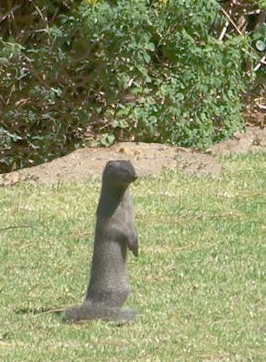
Más mongúzokhoz hasonlóan ez a faj is képes környezetét felegyenesedve figyelni
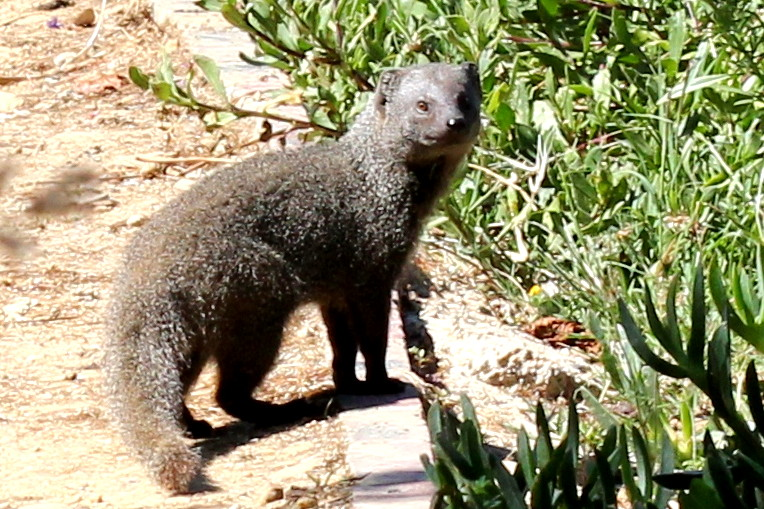

## Fordítás
Ez a szócikk részben vagy egészben  a   Kleinichneumon című német Wikipédia-szócikk ezen változatának fordításán alapul.  Az eredeti cikk szerkesztőit annak laptörténete sorolja fel. Ez a jelzés csupán a megfogalmazás eredetét és a szerzői jogokat jelzi, nem szolgál a cikkben szereplő információk forrásmegjelöléseként.
Ez a szócikk részben vagy egészben  a   Cape gray mongoose című angol Wikipédia-szócikk ezen változatának fordításán alapul.  Az eredeti cikk szerkesztőit annak laptörténete sorolja fel. Ez a jelzés csupán a megfogalmazás eredetét és a szerzői jogokat jelzi, nem szolgál a cikkben szereplő információk forrásmegjelöléseként.